# Toy Box
Toy Box (variantně Toy_Box, TOY_BOX či Toy_box; * 1978 nebo 6. května 1985), též Ludmila Holmerová či Klára Tellnerová, je česká streetartová umělkyně, ilustrátorka, výtvarnice a autorka komiksů.

## Životopis

### Mládí
Pochází z Neratovic, datum narození se uvádí 1978 nebo 1985. Blízkost Prahy a všestranné nadání jí umožnilo zpívat v Kühnově dětském sboru, hrát na příčnou flétnu, chodila i na balet a na karate. Navštěvovala také výtvarnou výchovu na základní umělecké škole. První komiks nakreslila již v jedenácti letech, ke kreslení se ale vrátila až v pozdějším věku. Její výtvarné začátky byly spjaty s působením ve venkovním veřejném prostoru (bombing, tagování). Pohybovala se v technařském prostředí okolo sound systému Roots and Future a skupiny Cirkus Alien.
Po maturitě na gymnáziu v Neratovicích začala pracovat jako novinářka v Mladé frontě Dnes, kde byla postupně elévkou, redaktorkou, editorkou a stážistkou v reportérském oddělení. V MF Dnes působila šest let, pro deník psala od konce roku 1997 do září 2004. Během práce studovala vysokou školu. Vrátila se také ke kreslení, neboť kolem roku 2002 začala vytvářet komiksové stripy Sugar Cube o depresivní kostce cukru a sklenici s čajem. V počtu asi 60 dílů je zveřejňovala na webových stránkách, konkrétně na diskusním webu Nyx.cz.

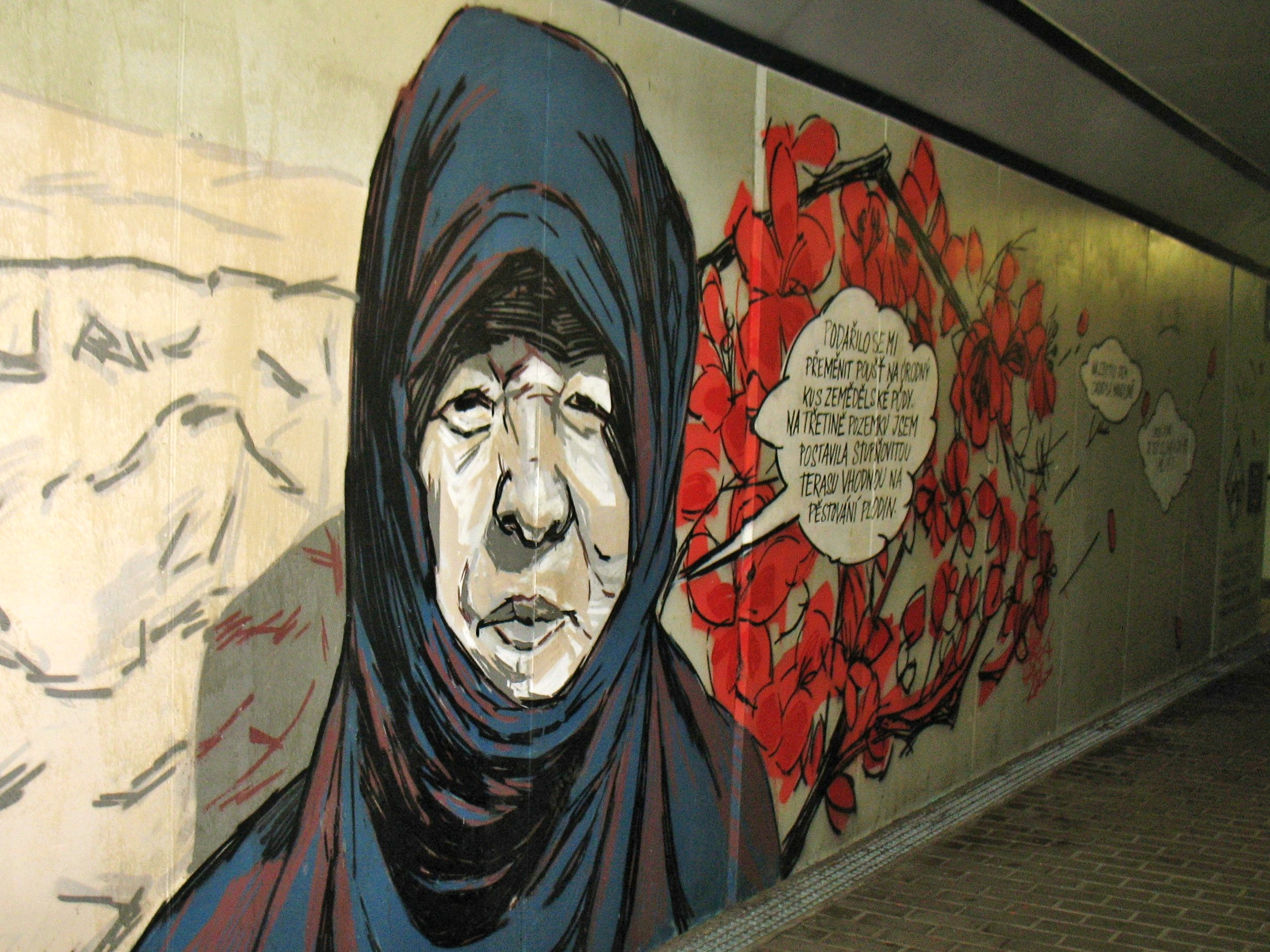
Mural „Afghánistán – Poušť“, popisující příběh ženy ze severního Afghánistánu (podchod železniční stanice Olbramovice na trati Praha–České Budějovice).

Přála si studovat komiks jako obor na vysoké škole, ale ten v té době v Česku jako komplexní obor studia neexistoval. Studium si tak sama sestavila ze dvou uměleckých škol. V roce 2004 se ve věku 25 let přihlásila na Divadelní fakultu Akademie múzických umění v Praze (DAMU), kde začala studovat scénografii, k čemuž si následujícího roku přibrala interaktivní média a mediální komunikaci na Literární akademii Josefa Škvoreckého. Bakalářský titul na DAMU získala v roce 2007, magisterský v roce 2011. Studium na Literární akademii Josefa Škvoreckého zakončila v roce 2010 diplomovou prací v podobě komiksové knihy Robot Dreams. Jejím autorským představením na DAMU bylo zpracování Shakespearovy divadelní romance Bouře, které v roce 2008 vytvořila pro klub Cross v Praze. Zde v roce 2009 uvedla i svá další dvě představení: Mlčenlivá, které vychází z motivů autobiografického příběhu americké spisovatelky Torey L. Haydenové Divná Jadie, a Pustina, které bylo realizací básnické skladby Pustá země od Thomase Stearnse Eliota.
V komiksové oblasti byly pro ni důležitou inspirací komiksy vycházející v 90. letech 20. století (Lobo, Spider-Man, Calvin a Hobbes, komiksy z ABC, Pixy od Maxe Andersonna) a dále také Vladimir 518. Ilustracím a komiksům se začala profesionálně věnovat nejpozději v roce 2005 již pod pseudonymem Toy Box. Na přelomu let 2005 a 2006 vytvářela pro nově vzniklý zpravodajský webový portál Aktuálně.cz podle scénářů dalších autorů politický komiks o novináři Jirkovi Sirkovi (minimálně devět dílů od listopadu 2005 do ledna 2006), v roce 2006 ilustrovala publikaci Černá sanitka a jiné děsivé příběhy. Své stripy Sugar Cube (část z nich otiskl také komiksový časopis Zkrat) později vylepovala v pražském metru a na zadní strany dopravních značek. Vytvořila streetartový komiks Paní Věra, pojednávající o ženě středního věku, která nedokáže opustit svůj životní stereotyp. Načerno jej nejprve ve formě plakátů vylepovala po Praze, od června 2007 jej legálně umístila na fasádu klubu Cross. Její komiks Ukradený byl v roce 2007 představen na výstavě nové vlny českého komiksu Generace nula, jiný její příběh se objevil v 8. čísle komiksového sborníku Aargh! (2008). Roku 2008 vytvořila přebal pro album Potápěči skupiny Obří broskev.
Při výběru pseudonymu se inspirovala postavou Toybox z komiksu Top 10 od Alana Moorea. V roce 2008 uvedla, že ke svému občanskému jménu Ludmila Holmerová, ani k novinovým článkům, které podepisovala jako Lída Holmerová, se nehlásí, protože „[n]oviny se tehdy zrovna posunuly k bulvárnosti. Bylo to ubíjející, psát hlouposti na téma Deset nejúspěšnějších mužů Česka nebo Svlékněte se do plavek. Přišlo mně to najednou hrozně nesmyslný.“ V médiích začala postupně vystupovat pouze pod uměleckým jménem Toy Box a vždy s originální maskou a parukou – anonymita (v roce 2007 pro ni uváděla jako důvod také skutečnost, že prováděla černý výlep plakátů) se tak stala součástí její umělecké osobnosti. V letech 2019/2020 začala ve veřejném prostoru používat jméno Klára Tellnerová.

### Umělkyně a aktivistka od 2010

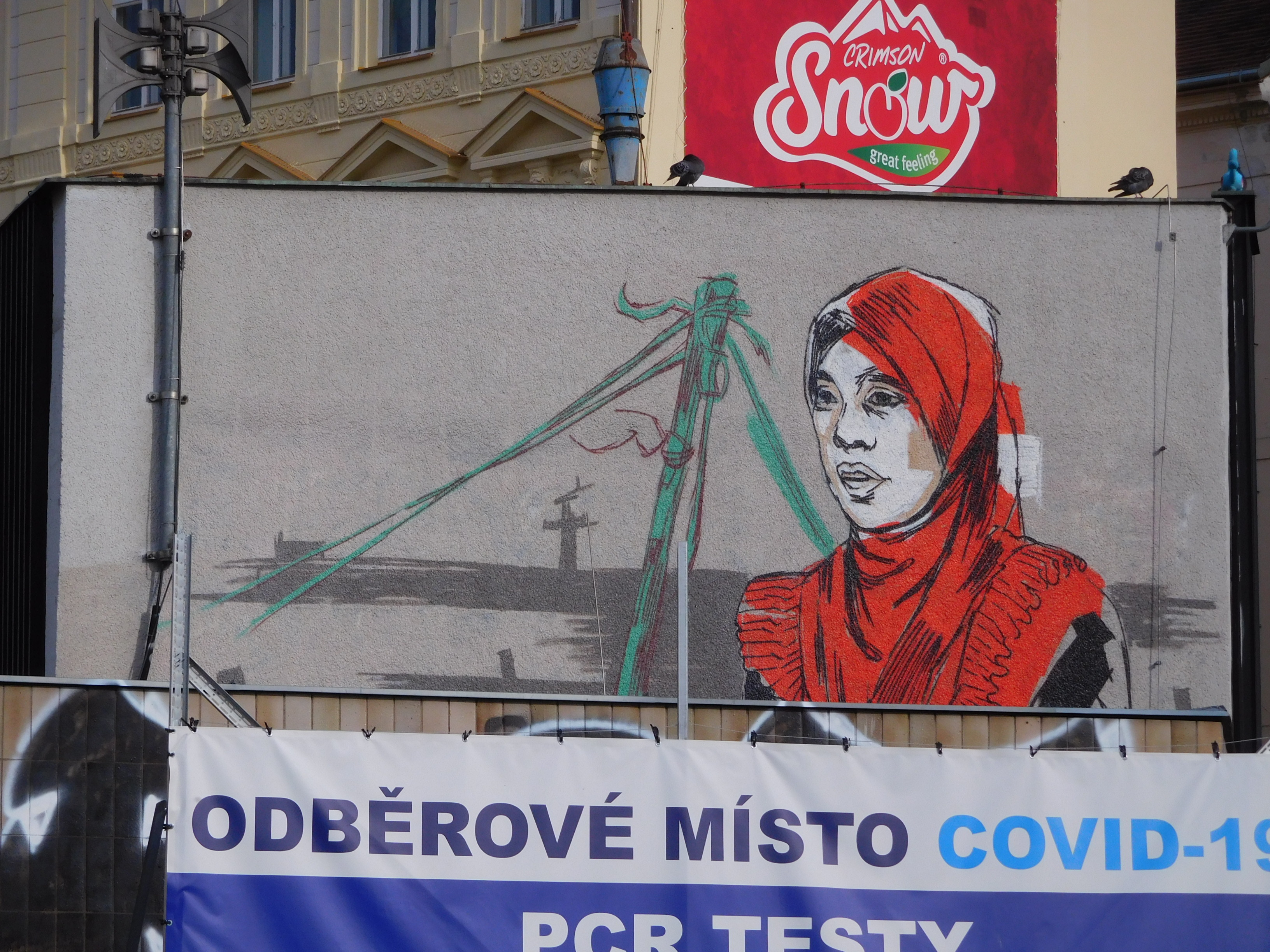
Část muralu „Tváře klimatické změny“ v Praze na Florenci

Svoji novinářskou zkušenost zúročila při práci na reportážním komiksu, ke kterému ji inspiroval článek Kateřiny Čopjakové z Respektu. Na základě vyprávění a fotografií romských rodičů, kterým „byly odebírány děti na základě chudoby“, vznikla komiksová koláž Ukradený (Respekt). Toy̠ Box si také vydělávala grafikou plakátů nebo designem triček.
V reportážních komiksech zpracovala příběh malého, osamělého íránského sprejera, situaci ukrajinských dělníků nebo historii squatu Milada. Dlouhodobě spolupracuje se studentskou antifašistickou organizací Ne!rasismu, s festivalem se sociálním přesahem Akcent v divadle Archa. Ilustrovala první díl série sbírky povídek urban legend Černá sanitka a jiné děsivé příběhy (2018), Petra Janečka.
Její rukopis lze najít v časopisu, který vydává organizace Nový prostor pod stejným názvem. Další tvorba zahrnuje lustrace pro časopis Marie Claire, obálky pro časopis A2, komiks A1one (publikován v revue Labyrint), časopis pro děti Raketa, ilustrace pro Revue Prostor nebo Hospodářské noviny a časopis Junák.
Ve spolupráci s organizací Nesehnutí se snaží uměním ukazovat na předsudky, které jsou zdrojem narůstající xenofobie a rasismu (např. festival Jeden svět 2019, Plzeň), pro kampaň Lékařů bez hranic nakreslila nemoci v rozvojových zemích. Nejsou jí lhostejní bezdomovci (Nový prostor), menšiny, nebo zvířata ve velkochovech.
Knihu Komiksová učebnice komiksu z roku 2019 lze považovat i za originální autoportrét. Vedle své tvorby v ní popsala i své vzory inspirace. Patří sem například spisovatel Haruki Murakami, režisér David Lynch, komiksový kreslíř Chris Ware nebo režisér Vojtěch Jasný, ale i americká autorka Sylvie Plathová nebo obrazy Francise Bacona, Velázqueze nebo Luciena Freuda.
V rámci projektu Tváře klimatické změny (2021) organizace Člověk v tísni vytvořila obří graffiti (mural art) na různých místech České republiky, například v Děčíně, Plzni nebo na pražské Florenci.

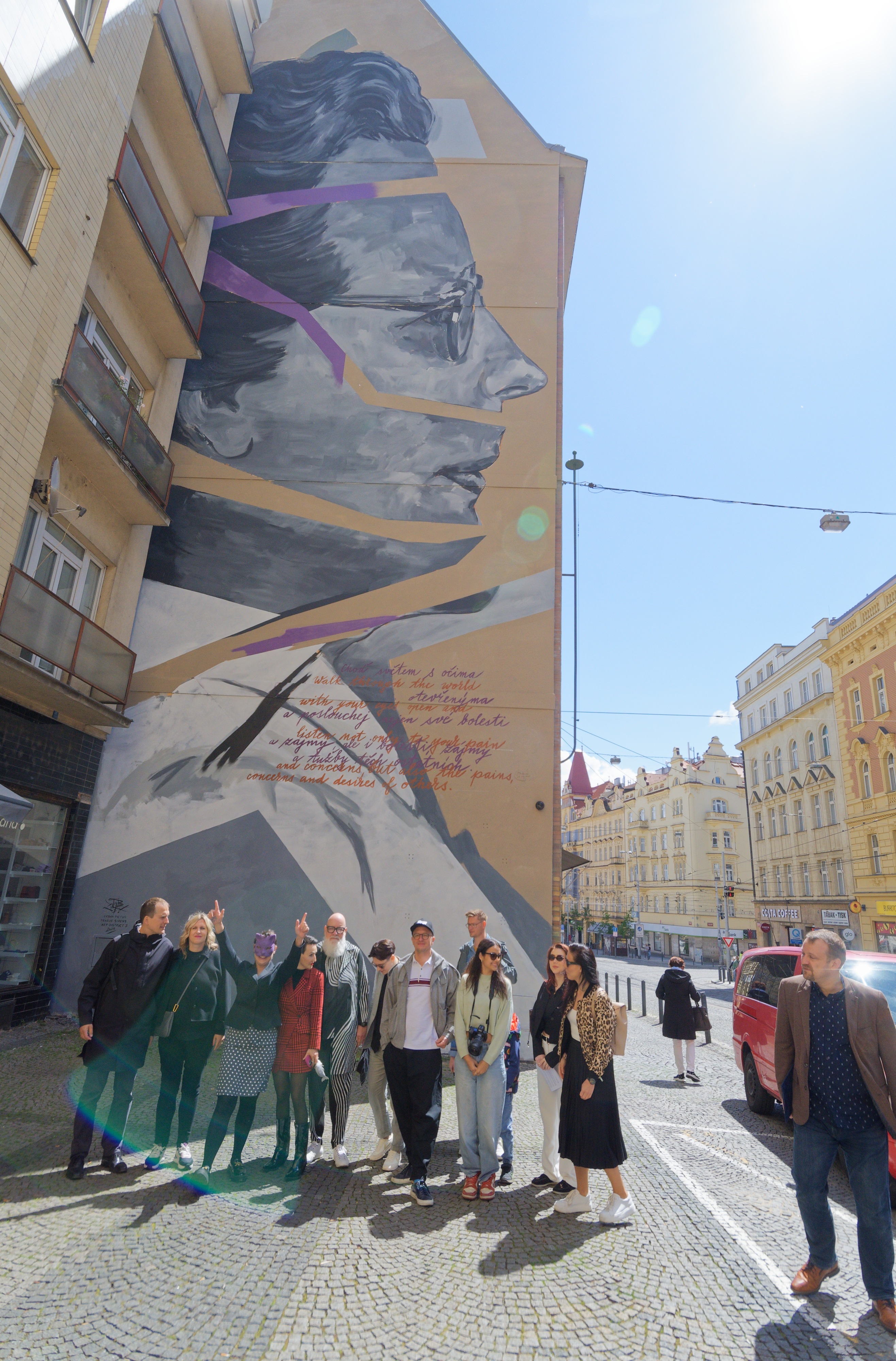
Mural Milada (2025)

Dne 29. května 2025 byl odhalen její Mural Milada v Praze 7, ulici Milady Horákové 690/4 při výročí 75 let od justiční vraždy této političky.

### Knihy
- 2015 – Moje kniha Vinnetou (nakladatelství Labyrint) je autorčin debut, na kterém pracovala tři roky. Kniha vznikla ve spolupráci s Petrem Lubojackým. V existenciální komiksové novele pro dospělé, autorka propojila příběh malého chlapce, píšícího knihu o nesmrtelném indiánském hrdinovi, s reálnými zážitky mladé squatterky. Děj je zasazen mezi travellery a divoké mejdany v celé Evropě. Také český squat Milada má zde své místo. V době, kdy velká většina českých autorů, své komiksové příběhy zasazovala do fiktivních světů, Toy Box ve svém díle ukázala pohled na jiný životní styl. Příběh je postaven na jejích vlastních prožitcích i zkušenostech. Vypravěči příběhu jsou dva dlouholetí přátelé autorky.[30][31] V roce 2019 vyšlo v nakladatelstvím Labyrint, druhé rozšířené vydání, které je zařazováno mezi zásadní české komiksy druhého desetiletí 21. století.[32]
- 2017 – Ilustrace pohádky O díře z trychtýře spisovatele Petra Stančíka, který vytvořil příběh osamělé díry. Ta se v gastrokosmu jedné kuchyně snaží najít planetu, kde žijí její kamarádky. V knize je skutečný otvor (díra), kterým lze vyfukovat bubliny, nebo pít brčkem limonádu. Kniha je doplněna čtyřiceti celostránkovými ilustracemi Toy Box.
- 2019 – Komiksová učebnice komiksu (Paseka) byla vytvořena na základě workshopů, které Toy Box pořádala a pořádá. V publikaci lze nalézt odpovědi na řadu praktických otázek. Kniha má 288 stran, z toho více než čtvrtinu tvoří komiks. Autorka v praxi ukazuje vše, o čem píše. Spisovatelka Petra Soukupová o knize říká:[28]

| „ | Pokud chcete začít s komiksem a nevíte si rady, tahle kniha vám to srozumitelně a zábavně vysvětlí. A možná vám i dodá odvahu to konečně udělat. Alespoň u mě to tak bylo. | “ |

- 2021 – Knihu pro děti a mládež s mnoha obrazovými výjevy Tma postavila autorka na faktu, že nejvíce se bojíme neznámého. Navazuje na českou tradici knih pro děti. V knize se promítají její dovednosti ilustrátorky a přední komiksové autorky, ale i rodičovské zkušenosti.[33]

### Ocenění
- 2015 – Cena Muriel (Nejlepší původní kresba) – Moje kniha Vinnetou
- 2015 – Cena Muriel (Nejlepší původní kniha) – Moje kniha Vinnetou
- 2016 – Zlatá stuha (Komiks pro děti a mládež) – Moje kniha Vinnetou[34]

### Výstavy (výběr)
- Skupinová výstava mladých autorů komiksů Generace nula v Galerii VŠUP, 2008
- Samostatná výstava Heartcore, galerie NOD, 2009
- Výstava v Evropském parlamentu ve Štrasburku v rámci projektu o práci cizinců v Česku s názvem Czech Made [35]
- Výstava v rámci festivalu animovaných filmů PAF
- Bienále mladých v domě U kamenného zvonu, 2010
- Výstava Segregace škodí vašemu zdraví na ministerstvu kultury, 2010
- Výstava sítotiskové tvorby kolektivu Suck My DIY na Rohanském nábřeží
- Skupinová výstava, Karlin studios, Čí je to město, 2011
- Účast na ruském komiksovém festivalu Boom! (výběr z komiksů)
- Výstava Tamary Moyzes, Segregace škodí zdraví, MŠMT, 2011
- Výstava Signály z neznáma, Český komiks 1922 – 2012, 2013
- Festival české a slovenské ilustrace LUSTR, 2014
- Street art v Hradební ulici – rezidence Egon Schiele Art Centrum, Český Krumlov, 2014
- Street art pro Egon Schiele Art Centrum a výstavu reminiscence Jiřího Koláře, 2015
- Workshop pro GASK v rámci Umění spojení, 2015
- Výstava Fear of Unknown, Kunshalle Bratislava, 2016
- Výstava knih oceněných Zlatou stuhou, Novoměstská radnice, 2016
- Autorská výstava, Egon Schiele Art Centrum, Český Krumlov, 2018
- Autorská výstava obrazů Skleněná stěna, Jatka78, Praha, 2019 [36]
- Výstava komiksových příběhů Ženy bez hranic v rámci festivalu Jeden svět 2019, Plzeň[37]
- Skupinová výstava Umění pro Ukrajinu, Bold Gallery, Praha 2022

### Videa a animace
- Animace pro komiksový projekt Ještě jsme ve válce, spolupráce s Vojtěchem Peckou, režie Jan Svěrák
- Two Dead Police – audiovizuální projekt v rámci festivalu animovaných filmů PAF
- Spolupráce na filmu Terezy Reichové Manuál  na výrobu Teroristy, 2011[25]

Workshopy
- Sítotiskový workshop společně s výtvarným kolektivem Suck My DIY v Chánově
- Sítotiskový workshop pro děti z dětských domovů v rámci nízkoprahového centra
- Sítotiskový workshop pro děti ze sirotčince v Harare, Zimbabwe
- Sítotiskový workshop v Chebu v rámci festivalu Chebské dvorky
- Komiksový workshop spolu s klienty občanského sdružení Inventura pro festival Akcent 2011[25]

## Osobní život
Toy Box se dlouhou dobu pohybovala v ultralevicovém prostředí. Je veganka, sportuje, medituje a odmítá stereotyp. Rozhodla se být straight edge abstinentkou. Žije se svou rodinou v Praze. Její partner vedl v roce 2020 obchod se spreji Graffneck a nakladatelství PageFive.
V roce 2016 se jí narodila dvojčata, kromě toho měl její partner dvě další děti (z toho jedno adoptované, romského původu), které měli ve střídavé péči.  V červenci 2021 se vdala.
K jejím plánům patří kreslit knížky pro děti, komiksy pro dospělé, malovat obrovská, „hrozně krutě“ namalovaná plátna, starat se o své děti a psy. Velkým tématem a výzvou je pro ni environmentální žal a jeho zpracování.